# Anette Poelman
Anette Wiea Luka Poelman, (Holwierde, 8 de junio de 1853 - Ámsterdam, 10 de febrero de 1914, ) fue una sufragista y filántropa de los Países Bajos. Fue cofundadora de la primera asociación de sufragio femenino en este país, Vereeniging voor Vrouwenkiesrecht, en 1894 y fue su presidenta en 1894-95 y 1895-1903. También fundó la organización OV, para el apoyo de madres solteras e hijos ilegítimos y la reivindicación de la reforma de la ley de matrimonio en 1897, que presidió en 1901-1904, y fue cofundadora de un partido liberal en 1901. 

## Biografía
Anette Poelman era hija del predicador radical y parlamentario Adrian Louis Poelman y Catherine Reijnder. Era la mayor de siete hermanas. Su padre era un hombre progresista tanto en términos religiosos como políticos: como predicador y publicista introdujo la teología moderna en Groningen, y en la Cámara de Representantes formaba parte del ala radical-liberal. No hay información sobre su madre más allá de que ayudó a su esposo (ciego) en la escritura y sus viajes a La Haya, y apoyó la lucha de la emancipación de la mujer de su hija. 
Annette se convirtió en maestra, al igual que sus hermanas, una profesión que nunca ejerció.  En 1876 se casó con Willem Versluys (1851-1937), un antiguo maestro, que se había establecido como librero-editor en Groningen en 1875. La editorial publicó en sus primeros años libros escolares y obras educativas del hermano del editor Jan Versluys pero en 1882 la familia se mudó a Amsterdam y el fondo editorial se expandió especialmente tras la publicación en 1885 de la revista literaria progresista De Nieuwe Gids. Annette se involucró en el movimiento cultural y político en torno a la publicación conectando con escritores como Willem Kloos, Frederik van Eeden o Albert Verwey . Durante los años en que su padre fue miembro del Parlamento, ella lo ayudó leyendo los Documentos Parlamentarios en su casa. 
En 1892 conoció a Wilhelmina Drucker. Dos años más tarde, cuando Versluys-Poelman asumió parte de la administración de la editorial, fundó la Asociación para el Sufragio Femenino junto con Drucker, Aletta Jacobs , Theodore (Dora) Haver y otras tres mujeres. Hasta 1903 fue la inspirada y enérgica presidenta de esta asociación, que luchó por el sufragio femenino. 
En 1897, junto con Jan Rutgers y su esposa Maria Rutgers-Hoitsema, también participó en la creación de la organización Vereeniging Onderlinge Vrouwenbescherming (OV) destinada a apoyar a las madres solteras y sus hijos. Fue presidenta de 1901 a 1904. 
En 1901 se convirtió en miembro del comité fundador del Bono Democrático Librepensador, un partido político que hacía campaña por el sufragio universal. Cuatro años más tarde, Annette Versluys-Poelman fundó un hogar para madres solteras y sus hijos, que recibió el nombre de su Tehuis Annette. Estaba ubicado en Alberdingk Thijmstraat 36-40 en Amsterdam, en 1985 se traskadó a Rijtuigenhof 97. 
En 1908 participó en la organización financiera del tercer congreso internacional de la Unión Mundial por el Sufragio Femenino en Ámsterdam. En 1911, también fue una de las pocas mujeres que firmaron el llamamiento del Comité Científico Humanitario de los Países Bajos de Jonkheer Schorer en apoyo al colectivo homosexual. 
Fue miembro del Comité General de la Exposición 'La Mujer 1813-1913' y coorganizadora de la 'manifestación silenciosa' en el Binnenhof de La Haya por la igualdad constitucional de hombres y mujeres el 13 de septiembre de 1913.
En los últimos años de su vida se retiró de la vida pública por motivos de salud. Sin embargo, continuó apoyando activamente los movimientos de emancipación.

## Vida personal
El 3 de abril de 1876 se casó con el editor Willem Versluijs (1851-1937), conocido por la publicación  de escritores radicales. Tuvieron cuatro hijos.
Publicaciones

## Publicaciones
- De neutraliteit in de vereeniging voor Vrouwenkiesrecht : wat daarover te Middelburg gezegd is en wat er niet gezegd is (Neutralidad en la Asociación por el Sufragio Femenino: lo que se dijo al respecto en Middelburg y lo que no se dijo) (1910)
- Hoe worden de belangen behartigd van hen, die geen kiesrecht hebben? : de maritale macht (1908) (¿Cómo se representan los intereses de quienes no tienen derecho a voto? : Poder marital)
- De waarheid over de verkiezingen voor het hoofdbestuur (1905) (La verdad sobre las elecciones de la Junta Central)
- Vrouwenkiesrecht : rede gehouden op 29 augustus 1898 (1899)  Sufragio femenino: discurso pronunciado el 29 de agosto de 1898
- Rede, gehouden in de openb. verg. van de Vereeniging voor Vrouwenkiesrecht, Afd. Groningen, op 4 febr. 1898 (1898)  (Discurso pronunciado en público. borrador de la Asociación para el Sufragio de la Mujer, Afd. Groninga, el 4 de febrero. 1898)